# Star T359E
T-359E – polski silnik wysokoprężny produkowany w zakładach FSC Star w Starachowicach, będący rozwinięciem jednostki S359M. Stosowany w samochodach ciężarowych: Star 744, Star 1142. Był to silnik o zapłonie samoczynnym, turbodoładowany sprężarką WSK Rzeszów B3C (licencja Switzer 3LD). Moc silnika w stosunku do S359M wzrosła ze 150 KM do 170-180 KM przy 2400 obr./min, a moment do 525 Nm przy 1400 obr./min co podwyższyło elastyczność. Co ważne zmniejszono maksymalną prędkość obrotową silnika (w stosunku do S359M) (m.in. w celu zwiększenia jego trwałości) z 2800 do 2400 obr./min, a zwiększony maksymalny moment obrotowy z 432 do 525 Nm jest osiągany przy prędkości obrotowej zmniejszonej z 1800 do 1400 obr./min. W silniku pojawił się szereg zmian: zmieniono tłoki, końcówki wtryskiwaczy i wtryskiwacze, głowicę środkową, wałek rozrządu, kolektor wydechowy i dolotowy. Zastosowano inną pompę wtryskową z korektorem dawki dymienia, a w późniejszym okresie stosowano również pompy wtryskowe Bosch bez przestawiacza kąta wtrysku S1 i sprzęgła lamelowego. Stosowano wentylatory FAN ze sprzęgłem wiskotycznym. Silnik posiadał dodatkową chłodnicę wodno-olejową COW 802 produkcji WSK Kraków. Jednak ostatecznie do produkcji wprowadzono silnik o mocy 150KM i o obniżonym do 500Nm momencie obrotowym, w obawie o trwałość jednostki. Na koniec produkcji modelu 1142 w wersji CJ (pod zabudowy pożarnicze) wprowadzono silnik o mocy 180KM, w stosunku do standardowego silnika doposażono go w intercooler.
Do lżejszego modelu ciężarówki Star 742 planowano użycie czterocylindrowej odmiany silnika T 359 nazwanej T 370. Jej rozwój opóźnił się w stosunku do uruchomienia produkcji tego modelu, tak że trafił on tylko do niektórych serii modelu Star 744. Ze względów oszczędnościowych zrezygnowano z potrzebnego w silniku 4-cylindrowym masywniejszego koła zamachowego, pozostawiając koło z obudową z wersji 6-cylindrowej, co pogorszyło wyważenie i jakość jego pracy.
Silnik we wzmocnionej wersji miał stanowić także napęd terenowego Stara 1366, który pozostał prototypem.

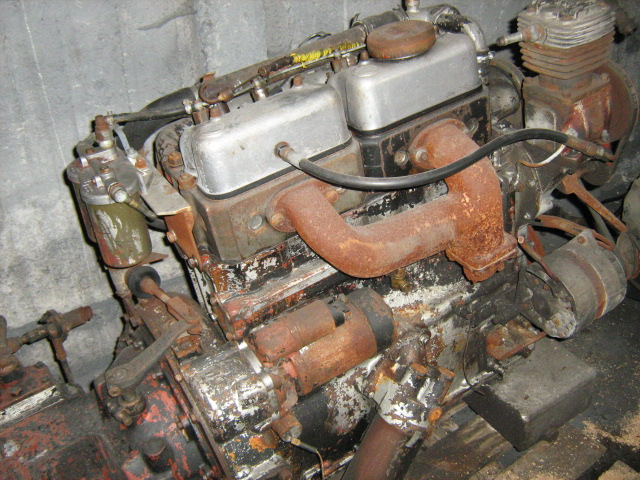
Silnik T 370

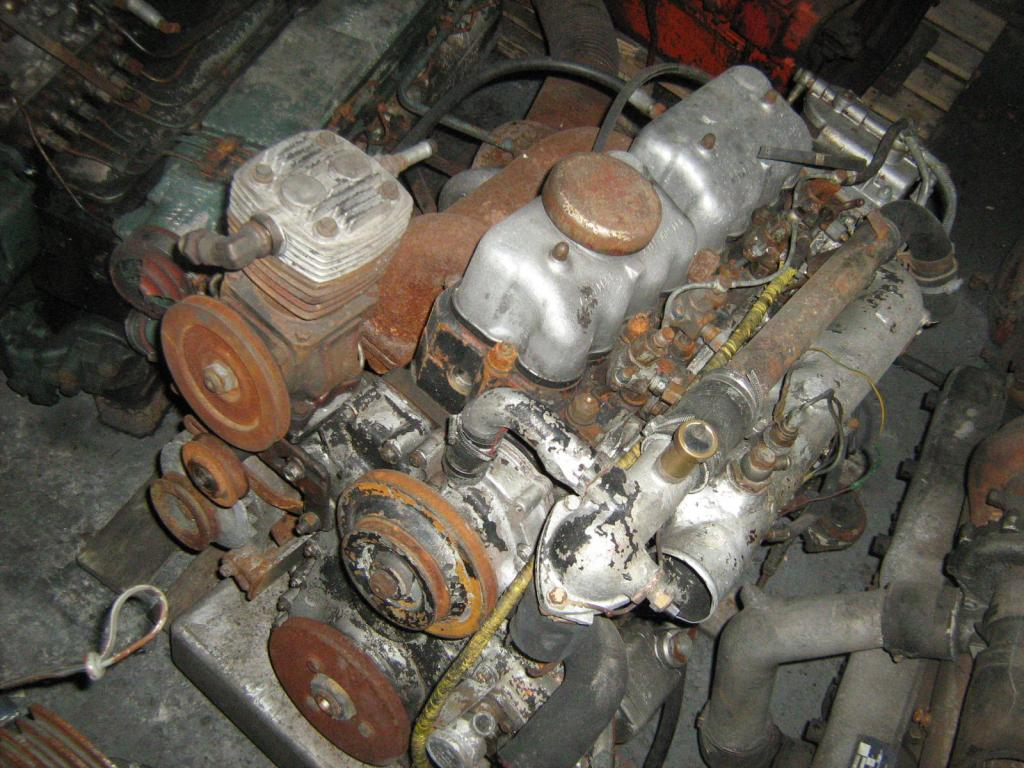
Silnik T 370 od strony rozrządu

| Oznaczenie                             | S359M                   | T359E                | T359E rozwojowy                             | T359E prototyp     | T370               |
| -------------------------------------- | ----------------------- | -------------------- | ------------------------------------------- | ------------------ | ------------------ |
| Zastosowanie                           | Star 200, 244, 266, 744 | Star 744, 1142 Turbo | prototypy, podwozia strażackie Star 1142 CJ | Star 1366          | Star 744           |
| Układ cylindrów                        | rzędowy                 | rzędowy              | rzędowy                                     | rzędowy            | rzędowy            |
| Liczba cylindrów                       | 6                       | 6                    | 6                                           | 6                  | 4                  |
| Średnica cylindra                      | 110 mm                  | 110 mm               | 110 mm                                      | 110 mm             | 110 mm             |
| Skok tłoka                             | 120 mm                  | 120 mm               | 120 mm                                      | 120 mm             | 120 mm             |
| Pojemność skokowa                      | 6840 cm³                | 6840 cm³             | 6840 cm³                                    | 6840 cm³           | 4560 cm³           |
| Stopień sprężania                      | 17 (ZS)                 | 16,5 (ZS)            | 16,5 (ZS)                                   | 16,5 (ZS)          | 16,5 (ZS)          |
| Moc maksymalna                         | 150 KM                  | 150 KM               | 170/180 KM                                  | 180 KM             | 109 KM             |
| Obroty mocy maks.                      | 2800 obr./min           | 2400 obr./min        | 2400 obr./min                               | 2700 obr./min      | 2400 obr./min      |
| Maks. moment obrotowy                  | 432 Nm                  | 500 Nm               | 525 Nm                                      | 588 Nm             | 400 Nm             |
| Obroty maks. momentu                   | 1800-2100 obr./min      | 1400 obr./min        | 1400 obr./min                               | 1600 obr./min      | 1400 obr./min      |
| Zasilanie                              | wtrysk bezpośredni      | wtrysk bezpośredni   | wtrysk bezpośredni                          | wtrysk bezpośredni | wtrysk bezpośredni |
| Doładowanie                            | brak                    | Turbosprężarka B3C   | Turbosprężarka B3C                          | Turbosprężarka B3C | Turbosprężarka B65 |
| Jednostkowe (optymalne) zużycie paliwa | 165 g/KMh / 224 g/kWh   | 215 g/kWh            | b.d.                                        | b.d.               | b.d.               |
| Rodzaj rozrządu                        | OHV                     | OHV                  | OHV                                         | OHV                | OHV                |
| Kolejność zapłonów                     | 1-5-3-6-2-4             | 1-5-3-6-2-4          | 1-5-3-6-2-4                                 | 1-5-3-6-2-4        | b.d.               |
| Masa silnika suchego                   | 510 kg                  | 520 kg               | 520 kg                                      | b.d                | 390 kg             |